# Грунин Воргол (Грунино-Воргольский сельсовет)
Грунин Воргол — село в Становлянском районе Липецкой области.
Административный центр Грунино-Воргольского сельсовета.

## География
Расположено рядом с автомобильной трассой М4 Дон, с которой село соединяет автомобильная дорога.
Через село протекает одноимённый ручей — Грунин Воргол, образующий на территории села два больших водоёма.

### Улицы
| - ул. 1 Мая - ул. Димитрова - ул. Елецкая - ул. Колхозная - ул. Мира - ул. Нижняя - ул. Овражная | - ул. Октябрьская - ул. Первомайская - ул. Полевая - ул. Советская - ул. Центральная - ул. Черёмушная - ул. Школьная |

## Население
| 2010 |
| ---- |
| 496  |

Численность населения села в 2009 году составляла 503 человека, в 2015 году — 523 человека.

## Достопримечательности
На территории села имеется старинная Скорбященская церковь, которая восстанавливается и действует в настоящее время.